# Filip Manojlović
Filip Manojlović (en serbio: Филип Манојловић; Belgrado, 25 de abril de 1996) es un futbolista serbio que juega en la demarcación de portero para el Djurgårdens IF de la Allsvenskan.

## Selección nacional
Tras jugar en la selección sub-19, sub-20 «con la que ganó la Copa Mundial de Fútbol Sub-20 de 2015», sub-21 y sub-23, finalmente el 29 de enero de 2017 hizo sus debut oficial con la selección de fútbol de Serbia en un encuentro amistoso contra los Estados Unidos que finalizó con un resultado de empate a cero.

## Clubes
| Club                             | País                 | Año       | Partidos | Goles |
| -------------------------------- | -------------------- | --------- | -------- | ----- |
| FK Sopot (cedido)                | Serbia               | 2014-2015 | 22       | 0     |
| FK Bežanija (cedido)             | Serbia               | 2015-2016 | 30       | 0     |
| Bačka Bačka Palanka (cedido)     | Serbia               | 2016      | 7        | 0     |
| Estrella Roja de Belgrado        | Serbia               | 2016-2017 | 33       | 0     |
| Getafe C. F.                     | España               | 2017-2018 | 0        | 0     |
| Panionios (cedido)               | Grecia               | 2018-2019 | 11       | 0     |
| Getafe C. F.                     | España               | 2019-2020 | 0        | 0     |
| U. D. San Sebastián de los Reyes | España               | 2020-2021 | 3        | 0     |
| F. K. Spartak Subotica           | Serbia               | 2021-2024 | 39       | 0     |
| F. K. Borac Banja Luka           | Bosnia y Herzegovina | 2024-2025 | 31       | 0     |
| Djurgårdens IF                   | Suecia               | 2025-     | 9        | 0     |

## Palmarés

### Campeonatos nacionales
| Título              | Club                      | País   | Año  |
| ------------------- | ------------------------- | ------ | ---- |
| Superliga de Serbia | Estrella Roja de Belgrado | Serbia | 2016 |

### Campeonatos internacionales
| Título              | Club                       | País          | Año  |
| ------------------- | -------------------------- | ------------- | ---- |
| Copa Mundial Sub-20 | Selección sub-20 de Serbia | Nueva Zelanda | 2015 |